# Mario Buccellati
Mario Buccellati (Ancona, 29 aprile 1891 – Milano, 5 maggio 1965) è stato un orafo, gioielliere e imprenditore italiano, fondatore dell'omonima azienda di gioielleria Mario Buccellati poi rinominata Buccellati; svolse validamente pure l'arte di argentiere, cesellatore e incastonatore  di pietre preziose.

## Biografia
Nato in una famiglia lombarda, dopo la morte del padre, che lo colse in tenera età, ritornò nella terra di origine con la madre e i fratelli. A quattordici anni fu costretto a lavorare per sostenere la famiglia e venne assunto come apprendista in un laboratorio di oreficeria a Milano. Nel 1915 venne coscritto per combattere nella prima guerra mondiale; durante una battaglia restò ferito quindi ricevette una croce al merito di guerra. Alla fine del conflitto venne congedato e ritornò presso l'oreficeria che aveva lasciato al momento di andare in guerra, ma trovò un altro padrone che aveva rilevato l'attività dal suo vecchio maestro. Rilevò a sua volta il negozio nel 1919 e, dopo qualche anno, decise di aprirne un altro a Roma in via Condotti nel 1925 al quale ne seguì un terzo a Firenze nel 1929. Nel 1921 era già un artista famoso all'estero: difatti fu invitato a esporre i suoi gioielli in una mostra di Madrid; da quell'evento derivò ulteriore ammirazione per lui, che ebbe tra i suoi clienti re,  papi, industriali, divi del cinema. Nel negozio milanese ogni gioiello prodotto costituiva un pezzo unico, che poi era catalogato e descritto con tutte le sue peculiarità su specifici registri ancora parzialmente conservati dagli eredi. Importante fu l'amicizia con Gabriele D'Annunzio che fu un grande ammiratore dell'arte orafa di Mario quindi un estimatore dei gioielli da lui prodotti, che ordinava e acquistava in notevole quantità: ovviamente D'Annunzio, sfoggiando i gioielli di Buccellati durante riunioni mondane nel Vittoriale degli italiani, fu un valido ambasciatore della produzione dell'orafo, poi dal poeta denominato "Mastro Paragon Coppella" e Principe degli orafi.
Si affermò pure in qualità di argentiere, cesellatore e incastonatore di pietre preziose; inoltre nel periodo di penuria economica, causata dagli eventi bellici, seppe lavorare altrettanto bene rame e acciaio in manufatti che si conservano nei musei. Nel 1956 Mario aprì un nuovo negozio sulla Quinta Strada di New York e nel 1958 un altro sulla Worth Avenue di Palm Beach costituendo l'azienda che avrebbe gestito sino i suoi ultimi giorni di vita.

## Museo
Il museo Mario Buccellati contiene oltre 200 gioielli elaborati dall'artista, che sono stati raccolti e custoditi dai suoi eredi. Periodicamente molti pezzi vengono esposti durante mostre artistiche in varie parti nel mondo.